# كارتون كاتون
كارتون كاتون (باليابانية:カートゥンKAT-TUN) هو برنامج حواري ترفيهي قامت به فرقة من مؤسسة جوني وتسمى (كاتون). بدأ عرض البرنامج في 4 إبريل 2007 وانتهى في 24 مارس 2010. عُرض كل أربعاء من الساعة 11:55 مساءً إلى 12:26 بتوقيت اليابان على قناة NTV. أغنية المقدمة للموسم الأول هي أغنية «غيرلفريند» التي قامت بغنائها آفريل لافين، والموسم الثاني أغنية «شيلتر» بواسطة كورين ماي، أما الموسم الثالث فكانت أغنية «كوم أون إيلين» التي غنتها فرقة «ديكسيز ميدنايت رانرز».

## مقاطع من الجزء الأول

### مئة سؤال
هذا الجزء الرئيسي من البرنامج إذ ملأ كل ضيف استبيان مكون من 100 سؤال قبل العرض، وتم عرض الأسئلة والأجوبة في حلقات دورية أمام الكاتون والضيف خلال العرض. عندما يكون لدى أي أحد من الأعضاء شغف بأي من الأسئلة فببساطة يضغطون على الحلقة فتتوقف للحظات ويتوسع الضيف في جوابه.
تجد جمبيع الأسئلة والأجوبة التي عُرضت في الموقع الرسمي.

### المسرح المصغر
هو مكان يستطيع الكاتون تأدية أغنياتهم بنقل مباشر. وكانوا يقومون بذلك عندما تصدر أغنية مفردة جديدة.

### السهام الخمسة
هي لعبة بنغو-سهام حيث تستخدم 5*5 رقعة سهام مربعة. الفريق الأول مع خمسة السهام في صف واحد (في أي اتجاه) يفوز. إذا فاز الضيف، فإنهم يربح السهم الذهبي، ولكن إذا فقد الكاتون أسهمه خمس مرات على التوالي فسوف يتلقى لعبة العقاب.

### نصف ونصف
يتوجب على الضيوف سؤال الكاتون بأسئلة جوابها نعم أو لا من أجل قسم المجموعة في النصف للحصول على جائزة الطعام اللذيذ. الضيوف لديهم 3 فرص ولكن عادة ما يتساهل الكاتون وينشقون في النصف بسهولة كي يحصل الضيوف على هديتهم.

### ابتسامة الرياضي رقم 1 قرار معركة
هذه الزاوية من أجل لعبة العقاب التي يتلقاها الكاتون عند خسارتهم في لعبة الأسهم. عليهم إكمال سلسلة من الألعاب الرياضية مع الحفاظ على ابتسامتهم، وأياً كان ما أوقف ابتسامتهم فسوف يعاقبون من قبل المدغدغ غوان يين.
عندما يحدث ذلك يتم ربط المعاقب إلى لوحة مزينة وتربط يداه من خلف اللوحة ليعاقب بلا رحمة.

### تبادل الهدايا الخطير
في هذه الزاوية يقوم الكاتون وضيفه بالإدعاء بتهريب البضائع غير المشروعة والتي هي في الواقع هدايا يقدمونها لبعضهم.
تأتي عادة مزودة بكلمات مرور سرية وهي عادة ما تكون من التقاليد مصنوعة من قبل الضيف والكاتون.

### القرص♥
هو جزء من البرنامج حيث تتم دعوة الفنانين للتحدث عن أغنياتهم المفضلة. يسألونهم أسئلة مثل «أي أغنية لامستك كلامتها؟» و«من تعتبر لك قدوة من الفنانين؟»

## الموسم الثاني

### ماهو الحب
تم تجديد البرنامج في يونيو 2008 بشكل كامل بمناسبة الستة أشهر الطويلة المميزة التي أعطي فيها كل فرد من الكاتون مهمة البحث عن تعريف الحب بوسائلهم الخاصة. ويبدو أن الكاتون عاش بمخبأ تحت الأرض لاستضافة الضيوف، يُستقبل كل ضيف بغرفة العضو الذي يستضيفه، وكانت الحلقات تدور عن الحب والعلاقات وعلى الرغم من الحلقات الجديدة إلا أن البرنامج لم يعد يُتابع كما في السابق.
ومع الشكل الجديد ظهرت أنشطة جديدة مع الضيوف.